# San Miguel de Aras
San Miguel de Aras es una localidad del municipio de Voto (Cantabria, España). El pueblo está situado en sur del Valle de Aras. Aquí tiene su nacimiento el río Clarín, concretamente en el barrio de Caburrao.
Una peculiaridad de este pueblo es el monte popularmente llamado "El castigo de la rabia" situado en el barrio de la rabia. El nombre de dicho procede de una castillo (o castió) que estaba situado en la punta del monte, el nombre ha evolucionado y ha pasado de "El castillo de la Rábida" a "El castillo de la rabia". 

En el año 2008 contaba con una población de 288 habitantes (INE). La localidad se encuentra a 58 metros de altitud sobre el nivel del mar (cantábrico), y a 3,2 kilómetros de la capital municipal, Bádames.
Destacan la Cueva de Cobrantes  y La Covarona, que fue declarada Bien de Interés Cultural con la categoría de zona arqueológica en 1985. En San Miguel de Aras se encuentra el barrio de Llueva.
En este pueblo también se encuentra el Santuario de Nuestra Señora de Palacios, gótico arcaizante del siglo XVI y buen retablo escultórico. También la casona-palacio de Cerecedo-Alvear del siglo XVIII.

## Fiestas y ferias
En este pueblo se celebran varias fiesta:
- Feria de la virgen de Palacios: El último domingo de julio.
- La fiesta del niño: A principios de agosto.
- San Roque: El 16 y 17 de agosto (Barrio de Llueva).
- San Miguel: El 29 de septiembre.